# Argentyna na Mistrzostwach Świata w Lekkoatletyce 2011
Argentyna na Mistrzostwach Świata w Lekkoatletyce 2011 reprezentowana była przez 6 zawodników.

## Występy reprezentantów Argentyny

### Mężczyźni

#### Konkurencje biegowe
| Konkurencja    | Zawodnik          | Runda 1  | Runda 1 | Runda 2  | Runda 2 | Półfinał | Półfinał | Finał    | Finał   |
| Konkurencja    | Zawodnik          | Rezultat | Pozycja | Rezultat | Pozycja | Rezultat | Pozycja  | Rezultat | Pozycja |
| -------------- | ----------------- | -------- | ------- | -------- | ------- | -------- | -------- | -------- | ------- |
| Bieg na 5000 m | Javier Carriquero |          |         |          |         | 13:47,51 | 18       |          |         |
| Chód na 20 km  | Juan Manuel Cano  |          |         |          |         |          |          | 1:30:00  | 36      |

#### Konkurencje techniczne
| Konkurencja    | Zawodnik           | Eliminacje | Eliminacje | Finał    | Finał   |
| Konkurencja    | Zawodnik           | Rezultat   | Pozycja    | Rezultat | Pozycja |
| -------------- | ------------------ | ---------- | ---------- | -------- | ------- |
| Trójskok       | Maximiliano Díaz   | 15,91 m    | 26         |          |         |
| Pchnięcie kulą | Germán Lauro       | 19,50 m    | 21         |          |         |
| Rzut młotem    | Juan Ignacio Cerra | 64,27 m    | 34         |          |         |

### Kobiety

#### Konkurencje techniczne
| Konkurencja | Zawodniczka       | Eliminacje   | Eliminacje | Finał    | Finał   |
| Konkurencja | Zawodniczka       | Rezultat     | Pozycja    | Rezultat | Pozycja |
| ----------- | ----------------- | ------------ | ---------- | -------- | ------- |
| Rzut młotem | Jennifer Dahlgren | 72,70 m (SB) | 3 Q        | 69,72 m  | 10      |